# المدمن (فلم)
المدمن فيلم دراما مصري من إنتاج سنة 1983. الفيلم من إخراج وتأليف يوسف فرنسيس، وإنتاج أفلام مصر الجديدة، ومن بطولة أحمد زكي، ونجوى إبراهيم، وعادل أدهم، وليلى طاهر، ومشيرة إسماعيل، وإيهاب نافع.

## القصة
ترك خالد عبد الحميد كلية الطب لحبه الشديد للهندسة، وإفتتح ورشة لميكانيكا السيارات، وبرع في مهنته الجديدة، وكان من زبائنه الدكتور أحمد حليم والذي كان يذاكر دروسه مع إبنته ليلى أيام كان طالبًا بكلية الطب، وترددت على ورشته إيمان وهي ابنة أحد الأثرياء، وأعجبت به وأحبته، وواصلت زيارته بالورشة حتى جمع الحب بين قلبيهما، وتزوجها خالد وأنجب إبنه حماده وصار حمادة وأمه إيمان هما كل حياة خالد.
وتخرجت ليلى من كلية الطب وعملت في مستشفى والدها للعلاج النفسى، وإرتبطت بقصة حب مع الدكتور سامى والذي سافر في بعثة للخارج لإكمال دراسته، وظلت ليلى في إنتظاره وتتواصل معه بالخطابات عدة أعوام، حتى عاد لتفاجأ بأنه قد تزوج من أجنبية، فكانت صدمة كبيرة دخلت على أثرها مستشفى والدها لعدة شهور، وبعد إستردادها صحتها واصلت عملها بإجتهاد بالمستشفى حتى تنسى آلامها النفسية، بينما سافر خالد بسيارته مع زوجته إيمان وإبنه حمادة لقضاء عطلة الصيف بالعجمى بالإسكندرية، وفي منطقة الملاحات إصطدم خالد بشاحنة نتيجة إهماله الطريق، ونتج عن الحادث موت زوجته وإبنه، ونجا خالد من الحادث ودخل المستشفى مصابًا، ويتم علاجه فترة طويلة، كان يشعر فيها بآلام مبرحة من إصابته ومن صدمته في فقد حبيبته إيمان وضناه حمادة، مما إضطرت المستشفى لحقنه بالمورفين لتخفيف آلامه، وهي الحقن التي ساعدته على نسيان آلامه الكبيرة، وحينما أوقفت المستشفى حقنه بالمورفين هرب من المستشفى، بحثًا عنها وتعاطيها حتى إدمنها، وقد أصيب بشلل في إحد ذراعيه وهو شلل نفسي وليس عضوي، وذلك لإحساسه بأنه السبب في فقد إبنه وزوجته، وإضطر خالد لبيع دمه للحصول على النقود من أجل حقن المورفين، حتى داهم الشرطة وكر التعاطى وتم القبض على خالد، بعد إنهياره نفسيًا وجسديًا جراء إدمانه، فلما علم الدكتور أحمد حليم بخبر القبض عليه، أسرع لقسم الشرطة ليتسلم خالد لعلاجه على مسئوليته، وفي المستشفى تولت الدكتورة سعاد علاجه، وحاولت ليلى الاشتراك في علاجه بصفته صديق قديم من ناحية، ومن ناحية أخرى لتثبت لنفسها أنها برأت من أزمتها النفسية السابقة، ولكن الدكتور أحمد رفض تعريضها لتلك التجربة، وعندما سافر الدكتور أحمد لمهمة بالخارج، واصلت الدكتوره سعاد علاج خالد، ولكنه تمكن من الإعتداء عليها والهرب من المستشفى، وتمكن من سرقة تذكرة طبية بالمورفين ليصرفها من أحد الصيدليات، ولكن الصيدلي شك فيه فأبلغ المستشفى، وحضرت الدكتورة ليلى بعد أن رفضت أن تبلغ الشرطة، ولكن خالد هرب منها، وإضطر لسرقة أحدهم بالأكراه للحصول على النقود، وإستطاعت ليلى العثور على خالد بوكر التعاطي.
صحبته إلى المستشفى وفرغت نفسها لعلاجه، وعزلته في حجرة مغلقة وهي معه، حتى تمر فترة الأزمة، وتم شفاء خالد جسديًا، وإرتبط خالد خلال فترة النقاهة عاطفيًا مع ليلى ويصارحها بحبه، ويطلب من الدكتور أحمد الإرتباط بليلى، والذي رفض بشدة لأنه يعلم أنه حب إمتنان بالإنسانة التي أنقذته، ولكنه مازال مرتبطًا بحب إيمان زوجته الراحلة، التي أصبح حبهًا أبديًا بعد رحيلها، ولكن ليلى أصرت أن تواصل تجربتها مع خالد لتثبت تغلبها على حبها القديم، خصوصًا بعد أن عاد إليها الدكتور سامي نادمًا بعد إنفصاله عن زوجته الأجنبية، ولكن ليلى رفضته وطردته، وذهبت مع خالد بسيارتها في إجازة بنفس الأماكن التي تذكره بزوجته وإبنه، وأيضاً تذكره بالحادث المؤلم، وإستطاع خالد مواجهة الواقع، وتغلب على ذكرياته وإحساسه بالذنب، ووأصل حياته الجديد مع الدكتوره ليلى.

## طاقم التمثيل
- نجوي إبراهيم بدور د. ليلى أحمد حليم[4][5]
- أحمد زكي بدور خالد عبد الحميد
- عادل أدهم بدور د. أحمد حليم
- ليلى طاهر بدور د. سعاد
- مشيرة إسماعيل بدور إيمان
- إيهاب نافع بدور سامي
- عبد الرحيم الزرقاني بدور عبد الحليم
- عزيزة حلمي بدور مدام عنايات
- صلاح نظمي بدور صاحب متحف التحف
- نعيمة الصغير بدور منيرة
- أحمد بدير بدور سلالم
- أحمد حسين بدور طبيب بالمستشفى
- حافظ أمين بدور مراد
- فوزية إبراهيم بدور عاملة بوكر المخدرات
- رأفت ماهر لبيب بدور حمادة
- أديب الطرابلسي بدور الصيدلي
- مطاوع عويس بدور عبد الستار
- فايزة عبد الجواد بدور مدمنة
- حسني صقر بدور زبون القهوة
- وسيلة حسين
- أمين عنتر

## وصلات خارجية
- مقالات تستعمل روابط فنية بلا صلة مع ويكي بيانات